# Улица Коммуны (Колпино)
Улица Комму́ны — улица в городе Колпино Колпинского района Санкт-Петербурга. Проходит от Финляндской улицы до Адмиралтейской улицы.
С 1870-х годов называлась Полуциркуля́рной улицей (из-за формы). В 1882 году была переименована в Славя́нскую улицу — по соседнему селу Славянка (ныне поселок Петро-Славянка). В 1918 году её переименовали в улицу Коммуны.

## Застройка
- Культурно-досуговый центр «Ижорский» (площадь Коммуны)
- Практически всю чётную сторону улицы занимает сквер Коммуны.

## Перекрёстки
- Финляндская улица
- проспект Ленина
- Улица Косинова
- Площадь Коммуны (перекресток с Павловской и Ижорской улицами)
- Адмиралтейская улица